# Heinz-Wilhelm Brandenburger
Heinz-Wilhelm Brandenburger (* 5. Oktober 1951; † 21. Juli 1990 in Reichshof-Denklingen) war ein deutscher Historiker und Gymnasiallehrer.

## Leben und Werk
Brandenburger wuchs im Oberbergischen Kreis auf und schloss sich früh der SPD an. Er studierte Geschichte und promovierte 1986 an der Universität Düsseldorf mit der Studie Die nationalsozialistische Bewegung im Oberbergischen unter besonderer Berücksichtigung von Dr. Robert Ley, die 1988 unter dem Titel Ley-Land. Dr. Robert Ley und der Nationalsozialismus im Oberbergischen als Buch erschien. Der Fernsehjournalist Hans-Rüdiger Minow drehte auf der Basis des Buches einen Dokumentarfilm, der 1988 vom WDR ausgestrahlt wurde. Buch und Film lösten im Oberbergischen Land eine heftige Kontroverse über die Rolle der pietistisch orientierten Evangelischen Gemeinschaften in der Zeit des Nationalsozialismus aus.

Reinhard Munkes urteilte 1990 in einem Nachruf auf Brandenburger: 
Brandenburger hat die erste übergreifende Studie über das Verhältnis Pietismus–Nationalsozialismus bis zum Jahr 1935 geliefert.
Brandenburger war Gymnasiallehrer am Wüllenweber-Gymnasium in Bergneustadt. Er plante eine Fortsetzung seiner Regionalstudie für die Zeit 1936–1945, die wegen seines frühen Todes nie zustande kam. Am 21. Juli 1990 starb er während eines Fußballspiels in Reichshof-Denklingen überraschend an Herzversagen. Er war aktives Mitglied der Altherrenmannschaft SSV Denklingen, verheiratet und hatte zwei Töchter.

## Werke
- Ley-Land. Dr. Robert Ley und der Nationalsozialismus im Oberbergischen. Köln, Prometh Verlag 1988. ISBN 3-922009-91-3